# NGC 809
NGC 809 è una galassia lenticolare circondata da un anello, situata nella costellazione della Balena, a una distanza di circa 261 milioni di anni luce dalla nostra Via Lattea.

## Scoperta
La galassia è stata scoperta il 1 novembre 1886 dall'astronomo statunitense Lewis Swift.

## Descrizione
Il database SIMBAD la classifica come galassia LINER, cioè una galassia il cui nucleo presenta uno spettro di emissione caratterizzato da larghe righe di atomi debolmente ionizzati.

## Supernova
Il 18 agosto 2006, all'interno di NGC 809 è stata scoperta la supernova SN 2006ef da parte di N. Joubert e W. Li nel corso del programma LOSS (Lick Observatory Supernova Search) dell'Osservatorio Lick. La supernova è stata classificata di tipo Ia.